# Karla Schmidt
Karla Schmidt (* 1974 in Göttingen) ist eine deutsche Schriftstellerin und Literaturwissenschaftlerin, die auch unter dem Pseudonym Charlotte Freise veröffentlicht.

## Leben
Karla Schmidt studierte nach einem Praktikum im Feuilleton der Tageszeitung junge Welt in Berlin Kultur-, Theater- und Filmwissenschaft. Ab 2007 war sie als Studienleiterin für die Hamburger Akademie für Fernstudien tätig, wo sie den Studiengang Belletristik betreute. Außerdem arbeitete sie als Dozentin für story telling, als Dramaturgin, Ghostwriter und Lektorin.
Sie lebt in Berlin.

## Werk
Für die Erzählung Weg mit Stella Maris erhielt sie 2009 den Deutschen Science Fiction Preis in der Kategorie „beste deutsche Kurzgeschichte des Jahres“.
2010 gab sie im Wurdack-Verlag Hinterland heraus, ein literarisches Experiment, bei dem 20 Autoren Science-Fiction-Erzählungen nach Musik von David Bowie schrieben, darunter Dietmar Dath, Karsten Kruschel, Dirk C. Fleck, Markolf Hoffmann, Wulf Dorn, Tobias Bachmann, Alexandr Voinov und Siegfried Langer.
2016 schrieb sie einen Beitrag in der Serie Die neunte Expansion.

## Werke
- Das Kind auf der Treppe. Piper, 2010, ISBN 978-3-492-25781-7 (Psychothriller).
- Die Seelenfotografin. Rowohlt, 2010, ISBN 978-3-499-25512-0 (Historischer Roman; als Charlotte Freise).
- Die rote Halle. Piper, 2012, ISBN 978-3-492-27294-0 (Psychothriller).
- Kaltes Herz. Rowohlt, 2012, ISBN 978-3-499-25769-8 (Historischer Roman; als Charlotte Freise).
- Ein neuer Himmel für Kana. Wurdack, Nittendorf 2016, ISBN 978-3-95556-020-1 (Science-Fiction).
- Die Beute. Audible Originals, 2020 (Nur als Hörbuch erschienen, Science-Fiction).

## Als Herausgeberin
- Hinterland. 20 Erzählungen, inspiriert von der Musik David Bowies. 2010, ISBN 978-3-938065-69-3.